# Urbanistica del XIX secolo
L'urbanistica del XIX secolo riguarda l'insieme delle trasformazioni delle strutture urbane e territoriali avvenute in un periodo di profonde trasformazioni come l'Ottocento, che hanno preso il via dalla rivoluzione industriale.

## Caratteri ed evoluzione storica

### I primi effetti della rivoluzione industriale

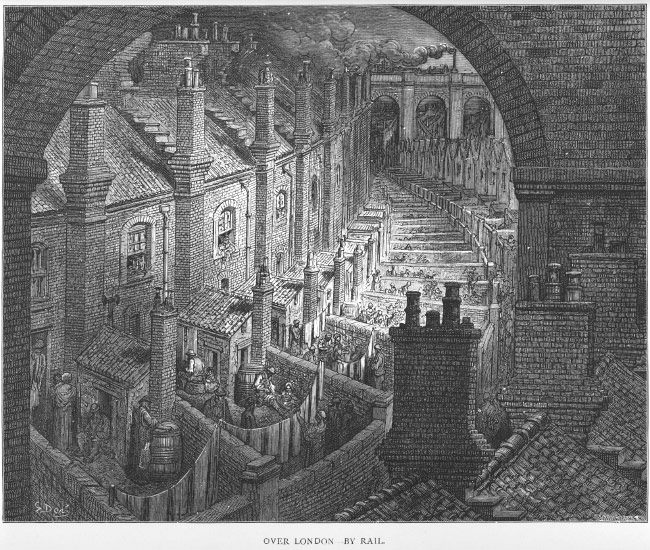
La Londra della prima industrializzazione in un'incisione di Gustave Doré

Nell'Ottocento la rivoluzione industriale, cioè le esigenze del modo di produzione capitalistico, investe la struttura stessa delle città e l'organizzazione urbano-territoriale esistente, producendo grandi cambiamenti che continuano e durano fino ad oggi. Nelle vecchie città europee si assiste ai cambiamenti maggiori con l'introduzione all'interno delle città di edifici produttivi, la sovrappopolazione con conseguente degrado delle condizioni sanitarie con conseguenti epidemie di tubercolosi, tifo e colera , e l'incontrollata espansione in sobborghi non pianificati. Le prime città investite da tale fenomeno furono quelle inglesi ed in particolare Londra. In tal modo la rivoluzione industriale travolge l'immagine tradizionale della città chiusa nel perimetro delle mura la cui conformazione per la maggior parte delle città risaliva al XV secolo (Milano, Parigi) o addirittura al XIV secolo (Firenze), la crescita incontrollata, con l'avvento dell'architettura abusivista alterò le città d'antico regime, di sotto vengono riportati alcuni esempi di abusivismo ottocentesco su edifici storici:
- Hotel de Sens, Parigi XIV-XV secolo, le cui facciate tardo-gotiche del XV secolo furono trasformate in facciate corrispondenti all'architettura popolare-industriale ottocentesche con scarso interesse artistico, il tetto venne rimosso e l'edificio fu alzato a tre piani,  la facciata che dà ai giardini fu alterata, e gli stessi giardini scomparvero a causa degli edifici industriali. A fine '800 L'edificio su isolato, tutto il lotto (industrie ammesse) fu sventrato e sanificato, e le facciate dell'edificio tornarono all'antico splendore medievale
- Castel Nuovo di Napoli (Maschio Angioino), già chiuso nell'anti-cortina spagnola durante la dominazione, nel seicento venne modificata la facciata dell'ala Carlo V (da tardo-gotica a barocca), nell'800 poi fu inglobato in opifici, fabbriche e case popolari che crebbero in maniera caotica. L'isolamento del castello con l'abbattimento degli opifici e dell'anti-cortina spagnola cominciò a fine '800 ma si dovette attendere gli anni '40 del XX secolo per vedere il castello restaurato e tornato per quanto riguarda l'esterno all'età medievale.
- Le mura di Filippo Augusto (Parigi) appartenenti al XIII secolo, furono completamente inghiottite dai palazzi ottocenteschi, dopo lo smembramento non restano che alcune vestigia.

### Gli sventramenti e ordine urbano

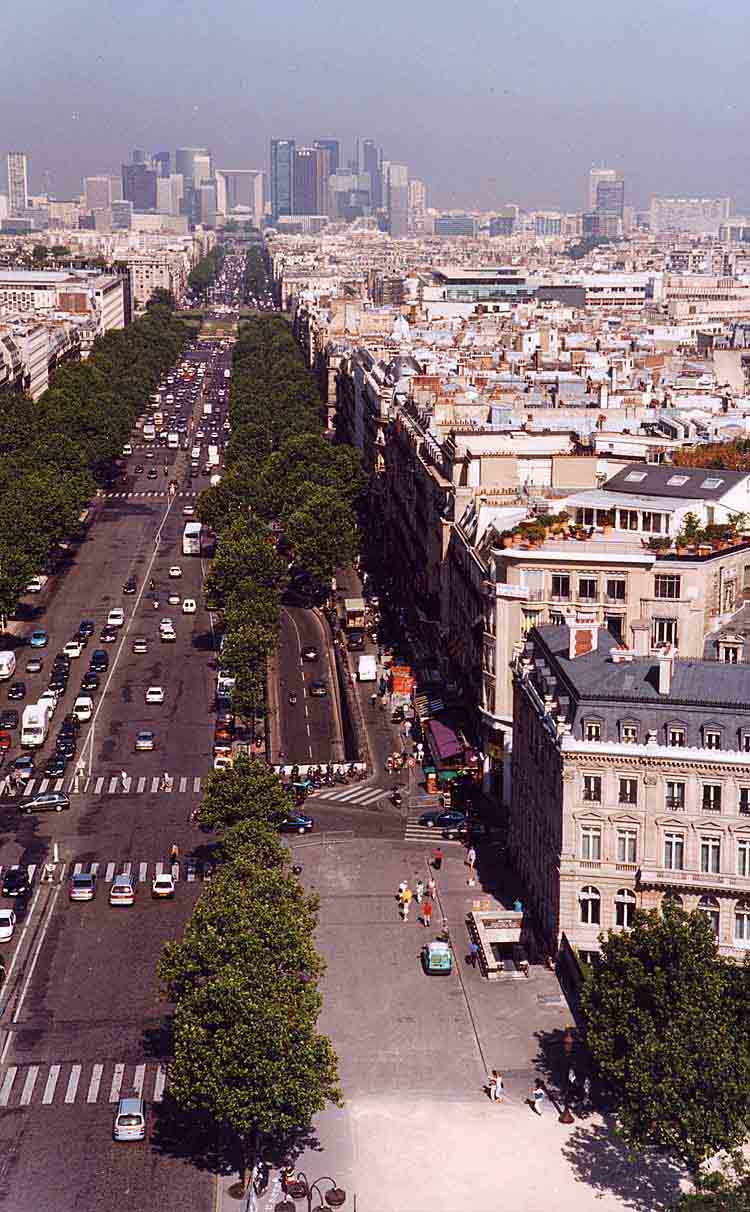

Al disordine della prima fase dello sviluppo industriale i ceti borghesi emersi anch'essi con la rivoluzione industriale, reagirono con l'imposizione di un nuovo ordine basato sugli sventramenti dei quartieri popolari dei centri storici, la separazione dei quartieri per ceti sociali, l'importanza assunta dal mercato fondiario e dalla rendita nell'economia. Contemporaneamente nascono nuove infrastrutture (fognature, acquedotto, tramvie) e nuovi strumenti di controllo e pianificazione del territorio (regolamenti edilizi, primi piani regolatori). Gli interventi attuati verso la metà del secolo per mettere ordine della crescita urbana senza regole della città della prima industrializzazione (come le trasformazioni di Parigi volute da Napoleone III e organizzate dal barone Haussmann) furono realizzate anche per massimizzare la rendita dei possidenti e favorire il controllo del territorio urbano da parte delle autorità.
In generale furono abbattuti totalmente o in parte i vecchi quartieri medievali e sostituiti con imponenti palazzi e ampi viali alberati. I più notevoli sventramenti furono quelli di Londra (1848-1865), Parigi (1853-1869), Firenze (1859-1865), Vienna (1857), Bruxelles (1867-1871). 
Si creò per la prima volta in modo evidente la distinzione tra centro urbano e periferia.
Da questo periodo gli aspetti tecnici e gli aspetti politici dell'urbanistica si presentano sempre più connessi tra di loro, tanto da poter intendere la città come un “modello di rappresentazione” della civiltà borghese.

### La crescita delle città
Un carattere generalizzato del secolo è l'urbanesimo cioè la crescita impetuosa delle città causata dalla crescita demografica e dall'inurbamento a discapito delle campagne. Questo fenomeno cominciato nel XVIII secolo, ha numerose cause concorrenti ed in particolare la trasformazione della produzione agricola e l'industrializzazione. Città anche importanti come Firenze avevano mantenuto praticamente immutato l'assetto urbano dal XIV secolo fino ad allora e conobbero una grande crescita della consistenza demografica e della superficie urbanizzata che non si è più interrotta da allora. Si assiste ad un impetuoso sviluppo urbano anche fuori dall'Europa: negli Stati Uniti, nei Paesi del Commonwealth, nelle nazioni dell'America Latina, in Giappone, nelle colonie dell'Asia e dell'Africa, dove oltre alla crescita dei centri urbani esistenti, furono fondati numerosissimi nuovi centri urbani.

### Le utopie socialiste

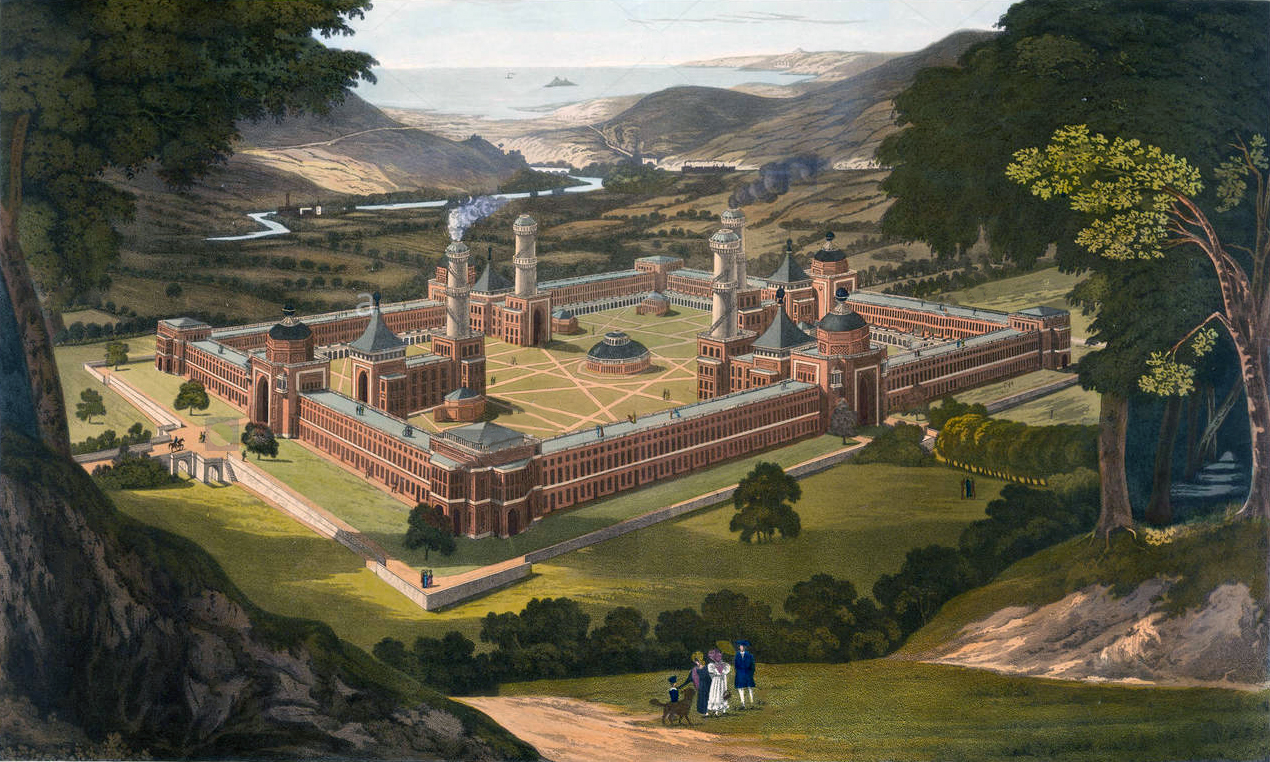
La comunità di New Harmony, proposta da Rober Owen

Il carattere "politico" dell'urbanistica è evidente anche dell'ideologia del socialismo utopico nelle proposte di utopisti come Robert Owen, Charles Fourier e Jean Baptiste Godin che invece propongono insediamenti alternativi alla città reale, basati su rapporti sociali nuovi, come via d'uscita alla questione sociale della difficile condizione del proletariato urbano, impiegato nelle nuove attività manifatturiere. Gli utopisti non ebbero un seguito tale da incidere sull'evoluzione della città del loro tempo, tuttavia l'importanza relativa all'influsso sulla formazione dei caratteri dell'urbanistica moderna è giudicata più o meno positivamente dagli storici.
Elementi utopistici si possono rintracciare anche in due proposte urbanistiche di fine secolo: la città lineare di Arturo Soria y Mata e la "città giardino" di Ebenezer Howard che rappresenta una profonda alternativa alla città ottocentesca, nonché il riconoscimento all'urbanistica di un possibile ruolo di riforma sociale.